# Piet Allegaert
Piet Allegaert (Moorslede, 20 gennaio 1995) è un ciclista su strada belga che corre per il team Cofidis; è professionista dal 2017.

## Palmarès
- 2013 (Juniores)

Campionato Provinciale West-Vlaanderen, Juniores
- 2016 (EFC-Omega Pharma-Quick Step, una vittoria)

3ª tappa Tour de Moselle (Thionville > Nilvange)
- 2019 (Sport Vlaanderen-Baloise, una vittoria)

Tour de l'Eurométropole

### Altri successi
- 2014 (Juniores)

3ª tappa Essor breton (Cléguer > Pont-Scorff, cronosquadre)
- 2017 (Sport Vlaanderen-Baloise)

Classifica scalatori Driedaagse De Panne - Koksijde
Classifica combattività BinckBank Tour

## Piazzamenti

### Grandi Giri
- Tour de France

2024: 114º
- Vuelta a España

2021: 122º

### Classiche monumento
- Giro delle Fiandre

2018: 47º
2019: 60º
2020: 31º
2021: 60º
2022: ritirato
2023: 45º
2024: 57°
2025: ritirato
- Parigi-Roubaix

2017: 17º
2021: 86º
2022: 75º
2023: ritirato
2024: 35º
- Liegi-Bastogne-Liegi

2018: ritirato

### Competizioni mondiali
- Campionati del mondo

Toscana 2013 - In linea Junior: 38º
Doha 2016 - In linea Under-23: 70º
Bergen 2017 - In linea Under-23: 86º

### Competizioni europee
- Campionati europei

Goes 2012 - In linea Junior: 23º